# Spiranthes porrifolia
Spiranthes porrifolia är en orkidéart som beskrevs av John Lindley. Spiranthes porrifolia ingår i släktet skruvaxsläktet, och familjen orkidéer. Inga underarter finns listade i Catalogue of Life.